# Villeneuve (Alpes de Alta Provenza)
 Villeneuve  es una población y comuna francesa, en la región de Provenza-Alpes-Costa Azul, departamento de Alpes de Alta Provenza, en el distrito de Forcalquier y cantón de Forcalquier.

## Demografía
| 639 | 861 | 1144 | 1730 | 2516 | 2964 |
| Para los censos de 1962 a 1999 la población legal corresponde a la población sin duplicidades (Fuente: INSEE [Consultar]) |     |      |      |      |      |